# Макс Рудольф (веслувальник)
Макс Рудольф (12 лютого 1891 — 20 століття) — швейцарський академічний веслувальник.
Олімпійський чемпіон 1920 року в складі розпашної четвірки зі стерновим.
Чемпіон Європи 1912 (розпашні четвірки зі стерновим), 1912 (вісімки), 1913 (розпашні четвірки зі стерновим), 1920 (розпашні четвірки зі стерновим), 1920 (вісімки), 1921 (розпашні четвірки зі стерновим), 1921 (вісімки) років, срібний призер 1911, 1913 років у складі вісімки.